# Jezerski vrh, Albanija
Jezerski vrh (albansko Maja e Jezercës, Maja Jezercë) je gora v severni Albaniji, visoka 2694 metrov. Je najvišji vrh Prokletij in celotnega Dinarskega gorstva, kot tudi drugi najvišji vrh Albanije (najvišji je Veliki Korab z 2764 mnm, ki leži na meji s Severno Makedonijo).

## Topologija
Jezerski vrh je velik skalnat vrh iz dolomitnega apnenca. Rastja skorajda ni. Severna, vzhodna in zahodna stran gore se spuščajo v velike krnice ledeniškega nastanka. Na severnem pobočju je na višini med 1980 in 2100 metri ohranjen okoli 400-metrski ledenik in na vzhodnem še dva manjša. V krnici severno od vrha (Buni i Jezercës) na nadmorski višini okoli 1790 metrov leži šest ledeniških jezerc.

## Galerija
- Jezerski vrh (levo v ozadju) z Zle Kolate
- Buni Jezercë, Veliko jezero (Liqeni i Madh)
- Pogled na vrh
- Pogled na Jezerski vrh (spodaj desno) iz letala